# Елимбетово (Стерлибашевский район)
Елимбетово (баш. Йәлембәт) — село в Стерлибашевском районе Республики Башкортостан Российской Федерации. Административный центр Сарайсинского сельсовета.

## История
Деревня Елимбет (Шипаево) была основана башкирами Тельтим-Юрматынской волости, названа в честь основателя Кидрали Елимбета живший в 1748-1811 годах. 

## География

### Географическое положение
Расстояние до:
- районного центра (Стерлибашево): 38 км,
- ближайшей ж/д станции (Стерлитамак): 37 км.

## Население
| 2002 | 2009 | 2010 |
| ---- | ---- | ---- |
| 400  | ↗416 | ↘373 |

Согласно переписи 2002 года, преобладающая национальность — башкиры (97 %).